# دانیل بزیچری
دانیل بزیچری (انگلیسی: Daniel Bezziccheri؛ زادهٔ ۲۱ ژانویهٔ ۱۹۹۸) بازیکن فوتبال است.
از باشگاه‌هایی که در آن بازی کرده‌است می‌توان به باشگاه فوتبال رجینا اشاره کرد.
وی همچنین در تیم‌های ملی فوتبال زیر ۱۶ سال ایتالیا، زیر ۱۷ سال ایتالیا، و زیر ۱۸ سال ایتالیا بازی کرده‌است.